# Destra sociale
Il termine destra sociale rappresenta una dottrina che nell'ambito della destra coniuga la giustizia sociale con la tradizione, la gerarchia e l'organicità, il comunitarismo o il nazionalismo e le altre istanze tipiche della destra tradizionale europea, comprendendo il corporativismo, la socializzazione dell'economia e forme ibride del socialismo nazionale. La destra sociale così intesa viene classificata nell'insieme delle ideologie dette di "terza posizione" o "terza via", alternative nelle loro forme radicali al capitalismo e al socialismo.
Altri commentatori, come Guido Caldiron, hanno descritto il termine destra sociale come l'insieme delle dottrine che nell'ambito del centro-destra, della destra e dell'estrema destra assumono delle posizioni critiche nei confronti del liberalismo, propugnando politiche che spaziano dalla economia sociale di mercato alla socializzazione dell'economia, passando per l'economia post-keynesiana. Quest'ultima definizione è però criticata da altri commentatori che, appellandosi alla prima definizione, distinguono il nazionalismo sociale o destra sociale dalla destra conservatrice.

## Posizioni
È alquanto critica nei confronti dell'economia classica e tollerante nei confronti dell'intervento statale nell'economia in favore delle classi disagiate. Nel suo ramo estremo invece punta all'annullamento del disagio appianando le differenze economiche, realizzabile unicamente mediante la "socializzazione".
Si caratterizza inoltre per una visione corporativista e comunitaria, nell'ambito della quale si ritiene che, per dare slancio alla comunità nazionale, sia innanzitutto necessario valorizzare nella sua azione l'identità nazionale (condividendo alcuni valori del conservatorismo nazionale e dell'identitarismo), i valori della famiglia (sostenendo quindi istanze antifemministe), dei corpi intermedi (quali associazioni, gruppi politici, ordini professionali) e delle comunità locali, compiendo scelte di carattere economico e sociale basate sui principi della partecipazione e della solidarietà. Essa ritiene che l'individuo si formi e si realizzi compiutamente nell'ambito delle relazioni, in particolare in quelle non utilitariste - prima fra tutte la politica - che riesce a intrecciare nei diversi ambiti in cui dispiega la sua esistenza. La cultura comunitaria ritiene che l'individuo completi la propria realizzazione da “persona umana” come “essere che vive con e per gli altri”, nel contesto della cultura del suo popolo e della sua comunità locale e nazionale.
Secondo Marcello Veneziani il comunitarismo è: “il senso del radicamento in un orizzonte sociale e culturale avvertito come orizzonte comune, plurale e significativo. Comunitario è chi assegna valore all'identità, alla provenienza, dunque all'origine; e alle vie che conducono alle radici, come le tradizioni. Comunitario è chi assegna valore al legame sociale, religioso, familiare, nazionale, che non vive come vincolo ma come risorsa. Comunitario è chi ritiene che ogni Io abbia un luogo originario o eletto, che avverte come patria. Il comunitario infine è colui che assegna importanza al comune sentire, ai riti, le usanze e i costumi di un popolo”.
È per la fiscalità monetaria proposta dal poeta Ezra Pound e successivamente dal professor Giacinto Auriti.
Pur avendo un fondamento laico ed annoverando tra le proprie file anche aderenti atei, la destra sociale riconosce i valori solidaristici cattolici nella storia dell'Europa e del suo popolo, con particolare riferimento alle encicliche sociali Rerum Novarum e Quadragesimo Anno, li concilia con le tradizioni pre-cristiane locali e rispetta qualunque credo religioso che non contrasti con la cultura nazionale (quest'ultimo aspetto viene utilizzato in chiave accusatoria contro l'Islam) ed accomuni gli uomini nella loro ricerca di una spiritualità trascendente. All'interno delle varie formazioni riconducibili alla destra sociale si riscontrano inoltre tentativi di recupero delle fedi native dei popoli europei nelle loro varianti neo-pagane e neo-gnostiche.
All'interno della destra sociale si registrano diverse visioni per quanto riguarda politica estera e ambientalismo:
- in politica estera si riscontrano due visioni, una tradizionalmente antiamericanista e antisionista, e l'altra più recente di segno opposto, filo-statunitense e antislamista;
- per quanto riguarda l'ambientalismo, in passato si riscontravano due visioni, una più prevalente, di stampo sociale, e un'altra di stampo conservatore, mentre oggi tali sensibilità sono pressoché assenti e sostituite da una posizione di stampo decisamente libertario, critica nei confronti delle politiche ecologiste e che utilizza talvolta argomentazioni che negano la responsabilità umana.

## Storia
Le ideologie considerabili provenienti da una matrice di destra sociale sono sorte a partire dal XIX secolo in Europa, nel contesto della Rivoluzione industriale, la quale provocò il diffondersi di disuguaglianze economiche, disagio e povertà. In quel periodo diversi esponenti politici europei, tendenzialmente conservatori, iniziarono a promuovere misure volte a proteggere le classi sociali più vulnerabili dalla povertà e dalle disuguaglianze, con l'obiettivo di evitare instabilità e conflitti sociali oltre che quello di ostacolare una maggiore affermazione dei movimenti socialisti.
Nel Regno Unito tali progetti vennero sostenuti in quel periodo da esponenti eterodossi del Partito Tory come Richard Oastler e Michael Thomas Sadler; in Germania, prima della nascita dell'Associazione Nazional-Sociale, fu il cancelliere Otto von Bismarck a creare la prima forma moderna di welfare state e ad adottare un insieme di misure sociali che venne definito dall'opposizione liberale socialismo di Stato; in Francia tali idee vennero propugnate dai legittimisti, mentre in Spagna vennero propugnate dai carlisti. In Italia, inizialmente, vennero sostenute da alcuni esponenti della Sinistra storica, come Francesco Crispi, il quale da presidente del Consiglio prese ad esempio le iniziative di Bismarck.
In Italia uno dei primi a parlare di una forma di nazionalismo sociale in economia fu Enrico Corradini, esponente dell'Associazione Nazionalista Italiana. Elaborazioni successive emersero dalle esperienze del sansepolcrismo, del fascismo sociale (Carta del Lavoro, sindacalismo fascista, legislazione sociale fascista), legate anche agli aspetti rivoluzionari e anticapitalisti, che puntavano ad un cambiamento della società in senso maggiormente spirituale, razionalmente egualitario, e pauperistico, nell'ambito della ricerca della "terza posizione".

### Partiti politici
Nella cosiddetta Prima Repubblica le istanze della destra sociale erano prevalentemente rappresentate da una corrente di pensiero interna al Movimento Sociale Italiano rappresentata da Pino Romualdi e poi anche da Pino Rauti, la quale era però minoritaria e contrapposta alla corrente più filo-borghese e filo-atlantista rappresentata da Augusto De Marsanich e poi da Arturo Michelini. Durante gli anni '50, una parte della corrente di sinistra uscì dal MSI per fondare il Raggruppamento Sociale Repubblicano, partito di destra sociale che tuttavia ebbe vita breve. La sintesi di queste due correnti fu Giorgio Almirante, ex esponente dell'area romualdiana, che trovò nel nazionalismo, nel corporativismo, nel presidenzialismo, nell'anti-regionalismo e nei richiami alla socializzazione, i temi capaci di unire le singole componenti.
La linea di Almirante, di stampo filo-borghese e conservatore, fu contraria alla teoria rautiana dello "sfondamento a sinistra", che avrebbe portato ad un abbandono della posizione anticomunista per contendere alla sinistra il suo elettorato su temi come ambientalismo, antiamericanismo, terzomondismo, un atteggiamento più aperto alle sfide di un mondo in evoluzione e un maggiore anti-capitalismo, elemento comunque presente nei programmi sociali del MSI, sebbene ancora orientati verso schemi considerati dal mondo giovanile non abbastanza critici nei confronti del liberalismo. Uno degli elementi di frizione maggiore fu l'idea dei giovani della Nuova Destra di andare oltre gli schemi di destra e sinistra, di aprire al dialogo con mondi culturali opposti come quello socialista o comunista.
Secondo Beppe Niccolai, Almirante portò l'MSI verso una deriva borghese e conservatrice che causò l'abbandono o l'espulsione di alcuni esponenti che facevano riferimento alla destra sociale; nonostante ciò era comunque presente nel MSI una corrente più a "sinistra" sui temi economici e sociali, che negli anni '80 cominciò a guardare con favore al Partito Socialista Italiano, al segretario Bettino Craxi e all'idea di socialismo tricolore. Aderivano a tale corrente, tra gli altri, Niccolai, Umberto Croppi, Giorgio Pisanò, Giulio Maceratini, Domenico Mennitti, Adriana Poli Bortone e Giano Accame.
In particolar modo, nel 1985 sulla crisi di Sigonella il partito si divise in due fazioni. L'ala maggioritaria, più legata alla divisione Occidente-Oriente, caratterizzata da un anticomunismo intransigente che considerava l'Oriente filo-sovietico, era capeggiata da Mirko Tremaglia, Giuseppe Tatarella e Filippo Berselli, con il segretario Almirante sulla linea "alleati sì, servi mai". L'ala minoritaria, più di "sinistra" e filo-palestinese, era invece guidata da Beppe Niccolai e sostenuta da Pino Rauti, Tommaso Staiti di Cuddia ed anche Franco Servello. Proprio Niccolai convinse il comitato centrale missino ad emanare un comunicato a sostegno del presidente del Consiglio Bettino Craxi.
Nel 1990 Pino Rauti, leader dell'ala "sinistra" del MSI, riuscì a farsi eleggere segretario del partito al posto di Gianfranco Fini, delfino di Almirante. Durante il suo primo discorso da segretario, Rauti indicò la sua linea politica, nota già dagli anni '70, intenzionata a ottenere voti da sinistra, sostenendo anche cause ambientaliste e terzomondiste. Tale linea portò il partito a scontrarsi ideologicamente con altri partiti della destra sociale europea, come il Fronte Nazionale francese di Jean-Marie Le Pen o i Repubblicani tedeschi.
Prima che iniziasse la Guerra del Golfo, Fini andò a portare prima tutto il suo appoggio a Saddam Hussein (recandosi a Baghdad con Jean-Marie Le Pen) e poi a Slobodan Milošević, criticando l'intervento militare della NATO e denunciando apertamente l'imperialismo occidentale, nell'intento di sottrarre consensi al segretario di allora Pino Rauti, esponente dell'ala più a sinistra del partito. In seguito sulla guerra del Golfo la linea dell'opposizione guidata da Fini cambiò a favore dell'intervento in Iraq, allineandosi con l'ala rautiana.
Nella cosiddetta Seconda Repubblica, all'interno del MSI avvenne la Svolta di Fiuggi: i favorevoli alla svolta appoggiarono la confluenza del MSI in Alleanza Nazionale, cercando di arginare l'antiamericanismo ed incorporando idee sempre più liberali in tema economico, a seguito anche dell'alleanza con il partito Forza Italia di Silvio Berlusconi; i contrari alla svolta confluirono nel Movimento Sociale Fiamma Tricolore, fondato da Pino Rauti nel tentativo di ricostruire una forza politica dai tratti culturali e programmatici simili al defunto MSI. All'interno di AN si distinse la corrente Destra sociale guidata da Francesco Storace e Gianni Alemanno.
Nel 2004 Alessandra Mussolini abbandonò Alleanza Nazionale e fondò la lista Alternativa Sociale, che includeva Forza Nuova, Fronte Nazionale, Azione Sociale e, per un certo periodo, anche il MSFT; la coalizione non ebbe successo e si sciolse nel 2006. Nel 2007 si ebbe l'abbandono di Francesco Storace, in dissenso con la linea di Fini di avvicinare AN al Partito Popolare Europeo, e la fondazione de La Destra, che nel 2008 si alleò con il MSFT per costituire la lista La Destra - Fiamma Tricolore, scioltasi nel 2009. Ancora nel 2009 Luca Romagnoli diede vita all'associazione culturale Destra Sociale.
Nel 2012 un gruppo di parlamentari fuoriusciti da Il Popolo della Libertà, guidati da Ignazio La Russa, Giorgia Meloni e Guido Crosetto, fondò Fratelli d'Italia, che nel 2013 ottenne la concessione, da parte della fondazione Alleanza Nazionale, dell'utilizzo del simbolo della fiamma tricolore, storico simbolo del MSI, ponendosi quindi come erede diretto di quella tradizione politica nonostante le notevoli differenze tra la struttura del MSI e quella di FdI. Nel 2015 l'associazione Destra Sociale di Romagnoli decise di federarsi con FdI, e nel 2019 il Movimento Nazionale per la Sovranità, fondato da Storace nel 2017, decise di confluire nello stesso partito. Nel 2023 venne rifondata l'associazione culturale Destra Sociale, a seguito della scioglimento dell'omonimo movimento di Romagnoli, avvenuto a seguito dell'insediamento del governo Meloni a causa di varie divergenze politiche con questo.
Per quanto concerne l'area extraparlamentare, sia Forza Nuova che CasaPound sostengono il corporativismo ma si distinguono in quanto in FN è possibile riscontrare maggiormente istanze provenienti dal socialismo nazionale, mentre in CPI è prevalente la presenza di idee del comunitarismo. Nel 2019 CasaPound annunciò la cessazione delle sue attività elettorali.
All'interno dell'area della destra parlamentare, quindi anche della coalizione di centro-destra, il sostegno alle istanze della destra sociale è sporadico e limitato ad alcuni concetti, perlopiù impiegati come slogan elettorali: infatti, pur contenendo riferimenti al comunitarismo, al pauperismo e alla socializzazione dell'economia, nonché critiche alla globalizzazione, i programmi politici dei partiti di centro-destra sono maggiormente affini a conservatorismo sociale, sovranismo, euroscetticismo, liberalismo nazionale, liberismo e neoliberalismo..
Attualmente tali teorie trovano valorizzazione nei seguenti soggetti politici:
- Destra Sociale
- CasaPound Italia
- Forza Nuova
- Fronte Nazionale
- Movimento Sociale Fiamma Tricolore
- Movimento Fascismo e Libertà - Partito Socialista Nazionale
- Vox (partito politico)
- Movimento Indipendenza
- Partito della Libertà d'Austria
- Alternativa per la Germania
- Partito Nazionale Sociale Ceco
- Partito Nazionale Slovacco
- Rassemblement National

A livello giovanile si distinguono:
- Blocco Studentesco
- Azione Studentesca
- Lotta Studentesca
- Gioventù della Fiamma